# Schneetaube
Die Schneetaube (Columba leuconota), auch Nonnentaube oder Weißrückentaube genannt, ist eine Art der Taubenvögel und zählt zur Unterfamilie der Columbinae. Die Schneetaube, die mit der Felsentaube eng verwandt ist, kommt in zwei Unterarten in Ostasien vor. Sie wird von der IUCN als nicht gefährdete Art eingestuft.

## Erscheinungsbild
Die Schneetaube erreicht eine Körperlänge von 35 Zentimetern. Sie ist damit etwa so groß wie eine Stadttaube, unterscheidet sich jedoch von dieser durch längere Flügel und einen längeren Schwanz. 
Der Kopf ist dunkelgrau bis schwarz. Der Hals sowie die Brust sind weiß. Der Mantel und die kleineren Flügeldecken sind hell Graubraun. Die übrigen Flügelfedern sind hell schiefergrau. Die Schwanzfedern sind schwarz und weisen ein breites weißes Band auf. 

## Verbreitung und Verhalten
Die Schneetaube ist eine ostasiatische Taubenart, deren Verbreitungsschwerpunkt das Himalaya-Gebiet ist. Sie kommt von Afghanistan über Nepal und Tibet bis nach Westchina und dem Nordwesten von Burma vor. Während des Sommerhalbjahrs ist sie auch im Südwesten von Turkestan zu beobachten. Ihr Verbreitungsgebiet wird auf etwa 2,7 Millionen Quadratkilometer geschätzt. 
Ihr Lebensraum sind hohe Gebirgslagen. In Nepal brütet die Schneetaube beispielsweise in Höhenlagen zwischen 4.000 und 5.000 Meter. In Tibet wurde beobachtet, dass die Taube täglich große Vertikalwanderungen vornimmt, bei der sie 2.000 Höhenmeter überwindet. Die Schlafplätze der Schneetauben liegen dort zwischen 4.600 und 5.000 Metern. Die Nahrungsgründe befinden sich dagegen in einer Höhe von etwa 2.600 Metern über NN. Die Schneetauben ziehen am Morgen in großen Schwärmen die Felshänge hinab und am Nachmittag wieder hinauf. Auf den Nahrungsplätzen ist sie häufig gemeinsam mit Klippentauben zu beobachten.
Schneetauben fressen Sämereien und Beeren. Sie ist ein Felsenbrüter, die ihr Nest in Felsspalten und Höhlen errichtet. Sie brütet häufig in Kolonien. Das Gelege umfasst zwei Eier. Die Brutzeit beträgt 18 Tage.

## Belege

## Weblink
- Columba leuconota in der Roten Liste gefährdeter Arten der IUCN 2013.1. Eingestellt von: BirdLife International, 2012. Abgerufen am 11. Oktober 2013.